# Thomas Carpels
Thomas Carpels (Antwerpen, 16 juni 1989) is een Belgisch voetballer. Hij startte zijn carrière bij Antwerp FC. Na zijn overstap naar KSK 's Gravenwezel voetbalde hij tussen 2007 - 2009 weer bij Antwerp FC.
Sinds het seizoen 2009-2010 heeft hij een contract bij KFC Schoten SK.